# Morgenbladets 12 viktigaste konstverk
Morgenbladets 12 viktigste kunstverk, "En kanon etter Munch", är en lista över norska konstverk från perioden 1945 - 2005, som publicerades i Morgenbladet 23 september 2005. Konstverken valdes ut av en jury, som bestod av konsthistoriken Hans-Jacob Brun, konsthistorikern Per Hovdenakk, konstnären Lotte Konow Lund, konstkritikern Øystein Ustvedt och kuratorn Caroline Ugelstad. Juryn valde mellan verk inom skulptur, måleri, fotografi, video, installationskonst, textil och grafik.
Bakgrunden till att göra listan för konstverk var att det fanns en rad listor inom olika områden som litteratur, film och musik, men ingen inom bildkonst. Morgenbladets redaktion ombad juryn att upprätta en lista på tio verk, men juryn presenterade till slut en med tolv verk.  
Ambitionen var att vid urvalet använda objektiva kriterier snarare än jurymedlammars smak. Kriterier för urval beslöts därför vara att verken hade haft en "genomslagskraft i samtiden", bedömdes ha betydelse för efterkommande tid samt hade kvalitet och intresse såsom sedda med juryns samtida ögon.

## De tolv verken
- Jakob Weidemann: Storfuglen letter (1959)
- Inger Sitter: In the picture  (1964)
- Kjartan Slettemark: Av rapport fra Vietnam  (1965)
- Per Kleiva: Tre blad frå imperialismens dagbok  (1971)
- Marianne Heske: Gjerdeløa  (1980)
- Per Inge Bjørlo: Indre rom I  (Gummirommet, 1984), installation på Henie Onstad Kunstsenter i Bærum
- Leonard Rickhard: Trett modellflybygger  (1985)
- Tom Sandberg: Fotoboken Portretter  (omkring 1985)
- Odd Nerdrum: Skyen  (1985), målning
- Olav Christopher Jenssen: Lack of Memory  (1992)
- Vibeke Tandberg: Living Together  (1996)
- Bjarne Melgaard: Confessions of a Recovering Minimalist  (1996)